# 関市総合体育館
関市総合体育館（せきしそうごうたいいくかん）は、岐阜県関市が管理運営する総合体育館である。

## 概要
関市生涯学習拠点施設「わかくさ・プラザ」の一部。わかくさ・プラザは学習情報館、総合福祉会館、総合体育館の3施設からなる複合施設。
岐阜県の主要体育館のひとつで、第1回岐阜県民スポーツ大会の総合開会式が行われるなど岐阜県のスポーツ振興の一翼を担う施設である。また、プレミアリーグ（Vリーグ）やWリーグの試合が行われる場合もある。1999年（平成11年）に開館。
命名権（ネーミングライツ）が導入されており、現在は「アテナ工業アリーナ」（アテナこうぎょうアリーナ）を愛称として使用している。

## 施設
- メインアリーナ - 客席1,880席
- サブアリーナ
- 武道館
- 一般用プール
- 児童・幼児用プール
- 歩行プール・ジェットバス
- トレーニングルーム - トレーニング機器取扱講習会を受講済みでないと使用出来ない。

## 利用案内
- 休館日：月曜日、祝日の翌日、年末年始（12月29日～1月3日）
- 開館時間：9時00分～21時30分
- 所在地：〒501-3802 岐阜県関市若草通2丁目1番地

## アクセス
- 長良川鉄道越美南線「関市役所前駅」下車。徒歩で約10分。
- 岐阜バス「関市役所」バス停または「わかくさプラザ」バス停下車。
- 関市内巡回バス「わかくさプラザ」バス停下車。